# Hans Jørn Kolmos
Hans Jørn Kolmos (født 10. juni 1948 i Sønderborg) er en dansk professor og dr. med ved forskningsenheden for klinisk mikrobiologi ved Syddansk Universitet i Odense. Han er student fra Ribe Katedralskole og blev uddannet læge fra Odense Universitet i 1974.)
Efter sin uddannelse aftjente han sin værnepligt som sanitetsdelingsfører og infirmerilæge ved Fynske Livregiment, hvorefter han blev ansat ved Odense Universitetshospital. Hans interesser samlede sig hovedsageligt om medicinske nyresygdomme og klinisk mikrobiologi. Han skrev sin doktordisputats i 1985 om "Hygiejniske problemer ved dialyse". I 1987 blev han ledende overlæge på den klinisk mikrobiologiske afdeling på Hvidovre Hospital. I 2000 tiltrådte han en stilling som professor i klinisk mikrobiologi ved Syddansk Universitet og som overlæge ved klinisk mikrobiologisk afdeling på Odense Universitetshospital med særligt ansvarsområde for infektionshygiejnen. Han var leder af Ph.d. Skolen på det Sundhedsvidenskabelige Fakultet ved Syddansk Universitet 2003-18, formand for Dansk Selskab for Klinisk Mikrobiologi 1995-98, og i bestyrelsen for International Federation for Infection Control 1994-2002.
Han er siden 2018 formand for Ripensersamfundet. Fritidsinteresser: miljø, arkæologi og biavl.